# Xã Brushy Mound, Quận Macoupin, Illinois
Xã Brushy Mound (tiếng Anh: Brushy Mound Township) là một xã thuộc quận Macoupin, tiểu bang Illinois, Hoa Kỳ. Năm 2010, dân số của xã này là 714 người.